# Barbatos

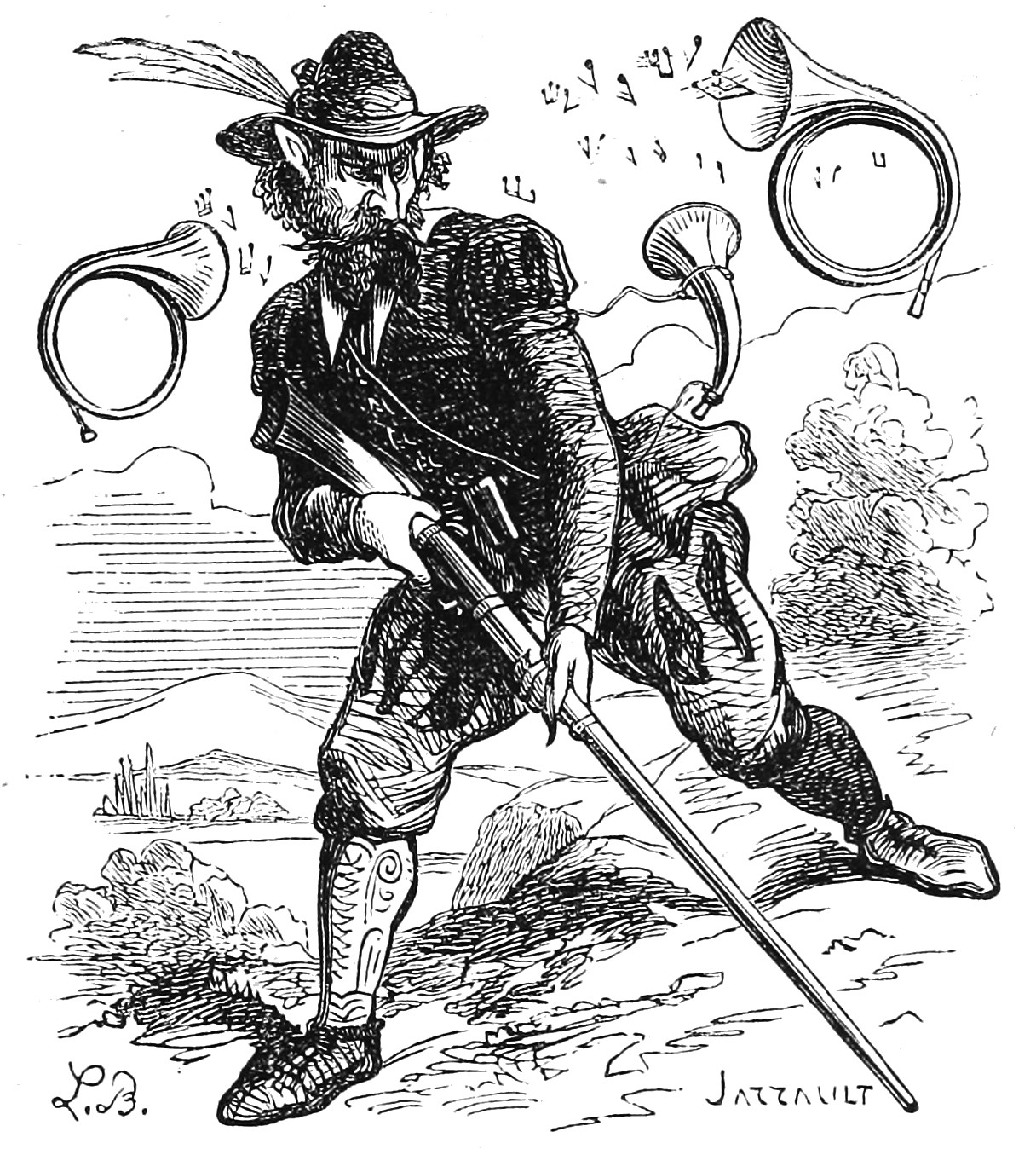
Rappresentazione di Barbatos tratta dal Infernal Dictionary, 6ª edizione, 1863

In demonologia, Barbatos è uno degli assistenti di Astaroth ed un conte e duca dell'Inferno, che governa trenta legioni di demòni ed ha quattro re come compagni nel comando di queste legioni.
Viene menzionato viale 8° demone nella Piccola Chiave di Salomone e 6° nella Pseudomonarchia Daemonum.

## Descrizione
Il suo nome sembra derivare dal latino 'barbatus', che significa barbuto, vecchio, filosofo. Appunto il suo aspetto fisico viene descritto come un vecchio con una tunica blu. il viso è ricoperto da una folta barba bianca poco curata e varie cicatrici sul resto del viso.

## Funzione

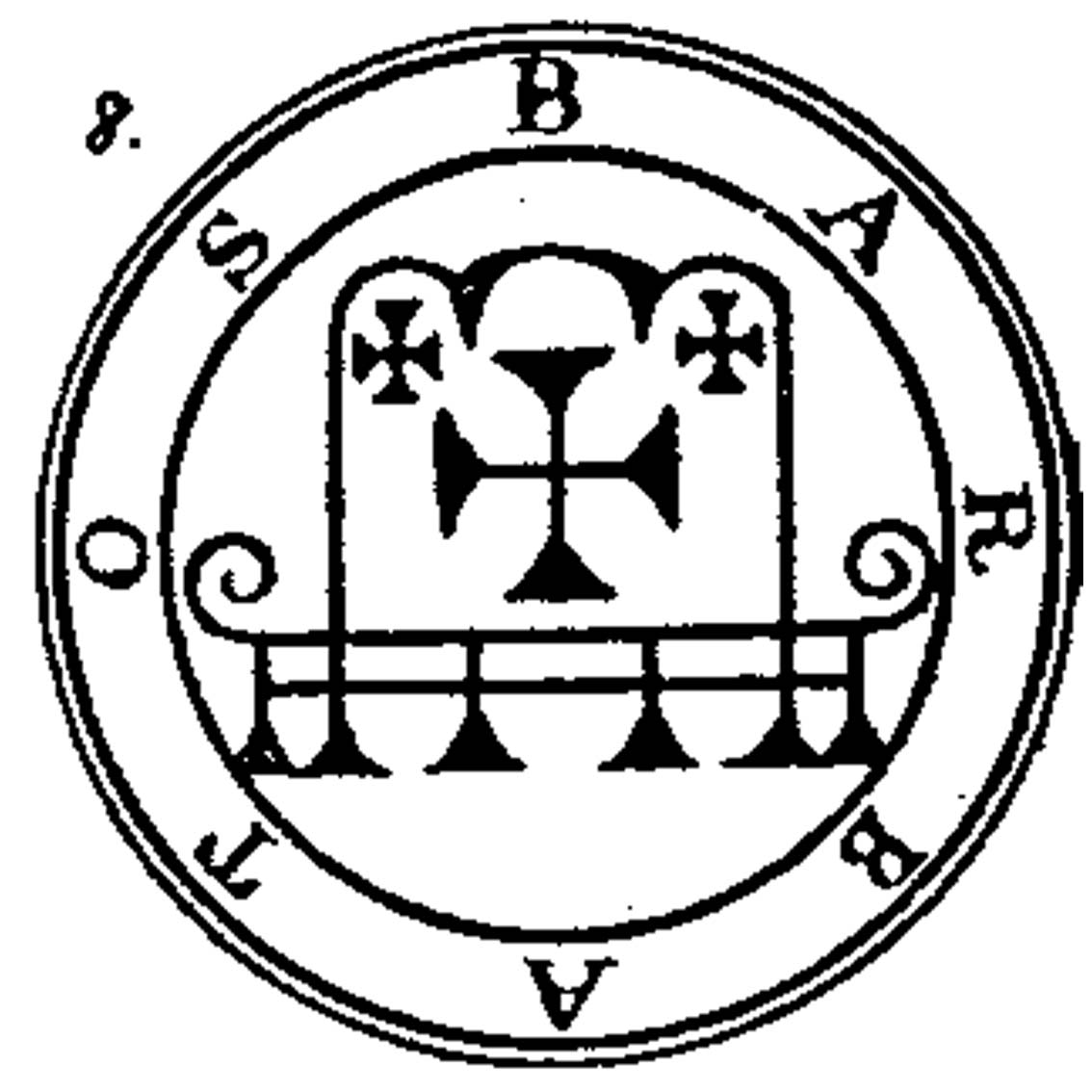
Sigillo Barbatos

Interpreta le voci degli animali, narra il passato e predice il futuro, concilia gli amici e i regnanti, e può condurre gli uomini a tesori nascosti tramite l'incantesimo di un mago.
È menzionato ne Il Grande Grimorio come subordinato a Satanachia.